# 麗茲·維拉斯奎茲
伊莉莎白·安妮·「麗茲」·維拉斯奎茲（英語：Elizabeth Anne "Lizzie" Velásquez，/ˈlɪzi vəˈlæskɛz/；1989年3月13日—） ，美國勵志演講人、社會活動家、模特經紀、作家與YouTuber，她患有馬凡氏早衰脂肪營養不良症候群（又簡稱馬凡氏脂肪營養不良症候群，MPL），一種令其無法積存脂肪與增加體重的罕見病，除此之外還有視力受損等病徵。因著此疾病，維拉斯奎茲在童年時遭受霸凌，更被逼在青少年時期面對網路上的暴力。她在成年後成為一位勵志演講人，並以其樂觀聞名。

## 早年生活
維拉斯奎茲在1989年3月13日出生於美國德克薩斯州奧斯汀，是麗塔（Rita）和瓜達盧佩（Guadalupe）四個孩子中的長女。她是早產兒，比預產期早出生四個星期，且體重不到1.219公斤。
維拉斯奎茲從中學畢業後前往德克薩斯州立大學就讀，主修傳播學，並在2012年學成。她是一位天主教徒，當談到自己的信仰時，其表示：「它（天主教）一直是助我渡過所有難關的支柱，當有時間獨自一人，向上帝祈禱和交談時，便知道祂就在我身邊」。

## 病症
維拉斯奎茲患有的遺傳病雖然不會致命但極其罕見，且此前從未被發現。她的病症與許多其他病相似，尤其是早衰症。德克薩斯大學達拉斯西南醫學中心的醫學研究人員此前曾推測該病是一種新發現的新生兒早老性症候群（魏德曼-勞滕斯特勞赫症候群，WR），而這種病不會影響骨骼、器官和牙齒的健康，恰與維拉斯奎茲的病徵相似。
維拉斯奎茲無法增重，這是其患有的罕見病的主要特徵之一。她的體重從未超過29公斤（64磅），且體脂肪率近乎為零。此外，維拉斯奎茲平均每天需要消耗5,000至8,000卡路里，必須一整天吃許多小餐和零食。不僅如此，她的右眼失明，四歲時就開始看不見事物，而左眼亦存在視力受損的情況。
據透露在2015年左右，一位名叫艾比·所羅門（Abby Solomon）的女子與維拉斯奎茲的病情相似但不那麼嚴重，醫師在所羅門的蛋白質前體身上發現由FBN1基因編碼的新激素白脂素存在突變，最終導致她們出現無法增重等症狀。該病症隨後按其特性命名為馬凡氏早衰脂肪營養不良症候群（MPL），或簡稱作馬凡氏脂肪營養不良症候群（MFLS）。

## 演講家生涯
自從在2006年（時年17歲）被一條發佈在YouTube的影片譏諷為「世界上最醜的女人」（World's Ugliest Woman）之後，維拉斯奎茲便公開表示自己反欺凌。她在2010年與其母親麗塔（Rita）合著，自行出版其自傳《美麗的麗茲：麗茲·維拉斯奎茲的故事》（Lizzie Beautiful: The Lizzie Velásquez Story），並以英文和西班牙文兩個版本發行。2014年1月，維拉斯奎茲在TEDxAustinWomen Talk上發表題為《如何界定你自己？》（How do you define yourself?）的演講，並截至2021年3月20日在YouTube上已有超過1100萬次觀看。在2015年的全國防止欺凌月，她擔任「旁觀者革命」行動月社交媒體挑戰的主持人
維拉斯奎茲特別針對兒童寫了兩本書，除了分享自己的故事外還為他們提供建議。2012年的《變美，做自己》（Be Beautiful, Be You）分享了她發現「真正使我們變得美麗的事物」的旅程，並希望讀者認識自己獨特的天賦和幸事。該書的西班牙文版本則在隔年發行。另一本書是在2014年出版的《快樂是最強大的選擇》（Choosing Happiness） ，講述維拉斯奎茲遇到的一些阻礙，以及她如何學會在易於放棄的情況下選擇幸福的重要性。
維拉斯奎茲的第三本書《勇於雍容》（Dare to be Kind）在2017年發行，內容有關其在現實和網上受到欺凌的親身經歷，並從而闡述厚道的重要性。她的紀錄片《勇敢的心：維拉斯奎茲的故事》（A Brave Heart: The Lizzie Velásquez Story） 則在2015年3月14日於西南偏南上首映。維拉斯奎茲隨後在2017年4月開始主演其原創的Fullscreen節目《解壓縮》（Unzipped）。

## 外部連結
- 麗茲·維拉斯奎茲在互联网电影资料库（IMDb）上的資料（英文）
- Velásquez, Lizzie. "How Do YOU Define Yourself Lizzie Velasquez at TEDxAustinWomen" （页面存档备份，存于）. YouTube. 2013-12-20.
- Adams, Sam. "Lizzie Velasquez: Woman labelled 'ugliest in the world' by online bullies fights back with film about her life' （页面存档备份，存于）. Daily Mirror. 2015-03-14.
- Hurst, Samantha. "'The Lizzie Project' Surpasses $180k Goal on Kickstarter" （页面存档备份，存于）. Crowdfund Insider. 2014-05-14.